# الجولة (تبن)

تعديل مصدري - تعديل

الجولة هي إحدى قرى عزلة الحوطة بمديرية تبن التابعة لمحافظة لحج، بلغ تعداد سكانها 118 نسمة حسب تعداد اليمن لعام 2004.